# Emily Baunsgaard
Emily Baunsgaard (født 9. november 1994) er en dansk tidligere håndboldspiller. Hun indstillede karrieren i 2021 i en alder af blot 26, da hun spillede for HH Elite. Hun blev erstattet af Frederikke Gulmark, der havde været ude med en korsbåndsskade, og vendte tilbage til HH Elite. Hertil var hun kommet til klubben i 2018. Hun har tidligere optrådt for Viborg HK, Team Esbjerg & SønderjyskE Håndbold. I 2022 genopstartede hun karrieren i 3. division for Slagelse HK.
Hun har op til flere U-landskampe på CV'et. Hun blev i 2012 kåret som Årets Talent i Viborg HK.